# Kríže
Kríže es un municipio del distrito de Bardejov en la región de Prešov, Eslovaquia, con una población estimada a final del año 2024 de 56 habitantes.
Se encuentra ubicado en el centro-norte de la región, cerca del río Topľa (cuenca hidrográfica del río Tisza) y de la frontera con Polonia.

## Demografía
| Año        | 1994 | 2004     | 2014    | 2024     |
| ---------- | ---- | -------- | ------- | -------- |
| Población  | 64   | 79       | 74      | 56       |
| Diferencia |      | +23,43 % | −6,32 % | −24,32 % |

| Año        | 2023 | 2024    |
| ---------- | ---- | ------- |
| Población  | 62   | 56      |
| Diferencia |      | −9,67 % |